# (4286) Rubtsov
(4286) Rubtsov (1988 PU4) – planetoida z pasa głównego asteroid okrążająca Słońce w ciągu 4 lat i 362 dni w średniej odległości 2,92 j.a. Została odkryta 8 sierpnia 1988 roku.